# Conostigmus grangeri
Conostigmus grangeri är en stekelart som först beskrevs av Paul Dessart och Lubomir Masner 1965.  Conostigmus grangeri ingår i släktet Conostigmus och familjen trefåresteklar. Inga underarter finns listade i Catalogue of Life.